# Living with the Past
Living with the Past (2002) je koncertní album skupiny Jethro Tull.

## Seznam skladeb
| Pořadí         | Název                                | Délka |
| -------------- | ------------------------------------ | ----- |
| 1.             | Intro                                | 0:22  |
| 2.             | My Sunday Feeling                    | 4:00  |
| 3.             | Roots To Branches                    | 5:34  |
| 4.             | Jack In The Green                    | 2:40  |
| 5.             | The Habanero Reel                    | 4:03  |
| 6.             | Sweet Dream                          | 4:54  |
| 7.             | In The Grip Of Stronger Stuff        | 2:57  |
| 8.             | Aqualung                             | 8:20  |
| 9.             | Locomotive Breath                    | 5:26  |
| 10.            | Living In The Past                   | 3:27  |
| 11.            | Protect And Survive                  | 1:01  |
| 12.            | Nothing Is Easy                      | 5:16  |
| 13.            | Wond'ring Aloud                      | 1:54  |
| 14.            | Life Is A Long Song                  | 3:32  |
| 15.            | A Christmas Song                     | 3:05  |
| 16.            | Cheap Day Return                     | 1:12  |
| 17.            | Mother Goose                         | 1:57  |
| 18.            | Dot Com                              | 4:28  |
| 19.            | Fat Man                              | 5:06  |
| 20.            | Some Day The Sun Won't Shine For You | 4:13  |
| 21.            | Cheerio                              | 1:36  |
| Celková délka: | Celková délka:                       | 75:03 |